# Mecistocephalus spissus
Mecistocephalus spissus är en mångfotingart som beskrevs av Charles Thorold Wood 1862. Mecistocephalus spissus ingår i släktet Mecistocephalus och familjen storhuvudjordkrypare. Inga underarter finns listade i Catalogue of Life.